# Ramon Moraldo
Ramon Moraldo (Fyzabad, Indias Occidentales Británicas, 18 de julio de 1951) es un exjugador de fútbol trinitense que se desempeñaba como defensa.

## Trayectoria
Jugó en pequeños clubes de su país como el Texaco, Forest Reserve y Point Fortin Civic. En 1974, pasó al club de la Liga Norteamericana "Los Angeles Aztecs".
Fue una parte importante del equipo, que hasta incluso ganó el Campeonato de 1974. Su último club fue el California Sunshine, donde jugó 4 temporadas.

## Clubes
| Club                | País              | Año       |
| ------------------- | ----------------- | --------- |
| Texaco              | Trinidad y Tobago | 1969-1971 |
| Forest Reserve      | Trinidad y Tobago | 1971-1973 |
| Point Fortin Civic  | Trinidad y Tobago | 1974      |
| Los Angeles Aztecs  | Estados Unidos    | 1974-1976 |
| California Sunshine | Estados Unidos    | 1977-1980 |

## Palmarés

### Títulos nacionales
| Título                       | Equipo             | País           | Año  |
| ---------------------------- | ------------------ | -------------- | ---- |
| North American Soccer League | Los Angeles Aztecs | Estados Unidos | 1974 |